# Grenzschichtbeeinflussung
Als Grenzschichtbeeinflussung wird das Anblasen oder Absaugen der Grenzschicht an Tragflächen bezeichnet. Damit wird aktiv das Verhältnis von dynamischem Auftrieb zu Strömungswiderstand beeinflusst, um den Strömungsfluss über dem Tragflächenprofil zu kontrollieren.

## Wirkungsweise

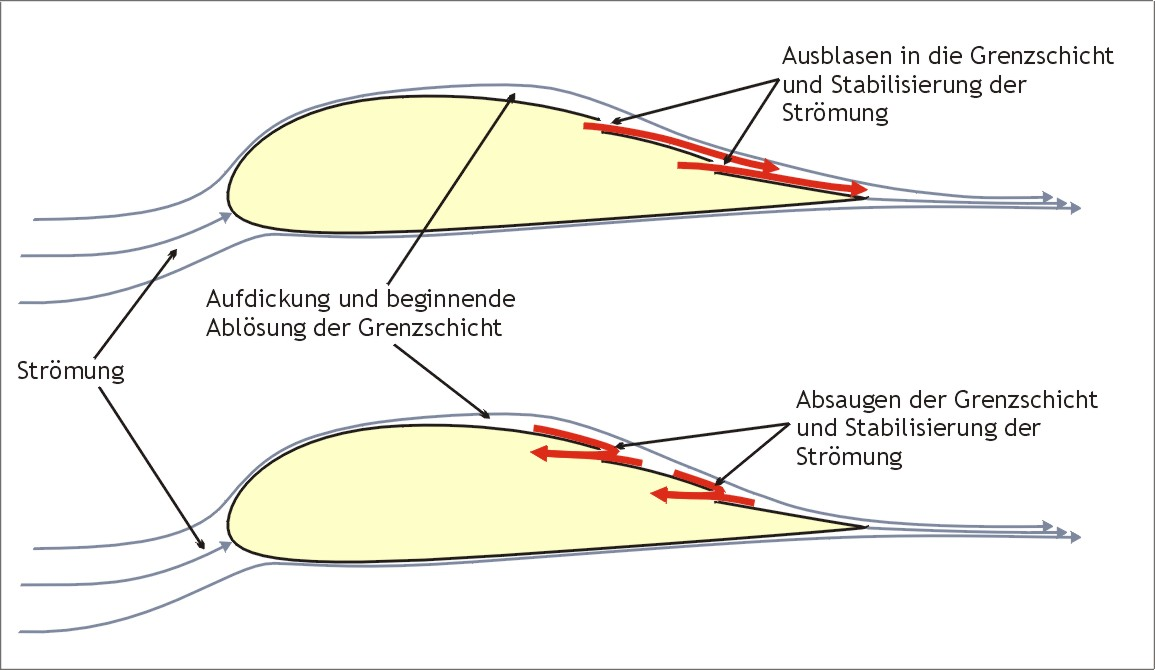
Prinzipdarstellung des Ausblasens in die Grenzschicht (oben) und des Absaugens der Grenzschicht (unten). Die sich verlangsamende und aufdickende Grenzschicht wird stabilisiert und folgt der Fläche wieder laminar.

Die auf der Oberseite der Tragfläche durch die Wölbung beschleunigte Strömung läuft nach dem Passieren der maximalen Wölbung gegen den Druckgradienten am Flächenende an und wird dabei wieder verlangsamt. Die Grenzschicht verliert dabei kinetische Energie, wird dicker und beginnt sich von der Fläche zu lösen. Am Umschlagpunkt wird aus der laminaren Grenzschicht eine turbulente Strömung. Die Folge ist, dass der von der Fläche produzierte Auftrieb sinkt, während gleichzeitig der Widerstand zunimmt.
Um in einem weiten Flugbereich über einem möglichst großen Teil der Tragfläche eine laminare Strömung zu gewährleisten, muss das Umschlagen der Grenzschicht von laminar zu turbulent verhindert werden. Absaugen und Ausblasen in der Grenzschicht stellen zwei mögliche aktive Verfahren zur Beeinflussung dar.

### Absaugen
Beim Absaugen werden in den kritischen Bereichen der Fläche kleinste Öffnungen installiert, über welche die turbulente Grenzschicht abgesaugt wird. Die noch ungestörte, aber durch die turbulente Grenzschicht nach außen verdrängte Strömung kann wieder laminar an der Oberfläche anliegen. Hinter der Absaugzone entsteht wieder eine laminare Grenzschicht.

### Ausblasen
Beim Ausblasen wird zusätzliche beschleunigte Luft in die Grenzschicht eingeleitet. Die ausgeblasene Luft bringt zusätzliche Energie in die Grenzschicht ein, wodurch diese stabilisiert wird. Sie kann länger laminar gegen den Druckgradienten am Flächenende anströmen, ohne umzuschlagen. Das System („boundary layer control“, BLC) wurde u. a. im Lockheed F-104 „Starfighter“ zur Reduzierung der Mindest-Landegeschwindigkeit eingesetzt.

## Technik
Zur Umsetzung der beschriebenen Prinzipien müssen in der Oberfläche eine Vielzahl kleiner Öffnungen eingebracht werden. Von den Triebwerken gewonnene Zapfluft kann zum Ausblasen den Öffnungen zugeleitet werden. Kompressoren oder Bläser können an den Öffnungen Unterdruck zum Absaugen erzeugen. Die abgesaugte Luft kann wieder über eine Düse ausströmen, um zusätzlichen Schub zu erzeugen.
Durch den Betrieb zusätzlicher Aggregate oder die Nutzung von Zapfluft verringert sich der für den Vortrieb nutzbare Schub der Triebwerke. Durch das Ausströmen der abgesaugten Luft aus Düsen kann ein wenig Zusatzschub erzielt werden. Der Gesamtwirkungsgrad verbessert sich aber vor allem durch die Reduzierung des Widerstands, so dass weniger Triebwerksleistung bei gleichen Flugleistungen benötigt wird.
Das Hauptproblem stellt die Pflege der kleinen Öffnungen auf der Tragfläche dar. Kleine Verunreinigungen wie Staub, Regen oder Vereisung senken den Wirkungsgrad des Systems schnell. Die Pflege des Systems wird hierdurch sehr aufwendig.

## Alternativen
Weitere Möglichkeiten, die Strömung über der Tragfläche vor allem über dem Außenbereich zu stabilisieren:
- Grenzschichtzaun
- Sägezahn (Aerodynamik)
- Vortexgenerator
- Strake
- Canardflügel

## Beispiele
Bereits Ende der 1930er Jahre baute die Aerodynamische Versuchsanstalt (AVA) mit der AVA AF-1 ein eigenes Versuchsflugzeug zur Ermittlung des Auftriebsgewinns durch Grenzschichtabsaugung. Die Flugmessungen wurden 1937/38 durchgeführt. Aufbauend auf den Erkenntnissen mit der AF-1 modifizierte die AVA einen Fieseler Storch (AVA AF-2) und führte mit ihm weitere Untersuchungen durch.
Auch während des Zweiten Weltkriegs wurden Versuche mit Grenzschichtabsaugung gemacht und ein Exemplar des ersten modernen militärischen Transportflugzeugs, der Arado Ar 232, wurde damit ausgerüstet. Auch die Focke-Wulf Fw 58 wurde zur gleichen Zeit für derartige Versuche eingesetzt.
Getestet wurde das Prinzip des Absaugens auch mit dem Versuchsflugzeug Northrop X-21.
Wegen des hohen Instandhaltungs- und Wartungsaufwands wurde diese Technik noch nicht in Serienflugzeugen eingesetzt. Andere Methoden (Triebwerkoptimierung, verbesserte Berechnung der Aerodynamik, leichtere Bauweisen) führen zu größeren Verbesserungen der Flugleistungen.